# Llers
Llers là một đô thị trong ‘‘comarca’’ Alt Empordà, Girona, Catalonia, Tây Ban Nha.

## Biến động dân số
| 1900  | 1930  | 1960 | 1990 | 2006  |
| ----- | ----- | ---- | ---- | ----- |
| 1.295 | 1.003 | 728  | 776  | 1.167 |

- Biến động dân số từ năm 1717 đến năm 2006

1717-1981: población de hecho; 1990-: población de derecho